# Колхозник (журнал, 1930—1932)
«Колхозник» — советский литературно-художественный и общественно-политический журнал. Выходил два раза в месяц в издательстве «Крестьянская газета» в 1930—1932 годах.
Преобразован из «Крестьянского журнала» с № 5 за 1930 год. Ответственным редактором сначала оставался Ф. Панфёров, а с № 9—10 за 1931 год его сменил М. Исаковский.
Исаковский под лозунгом «ударники полей — в литературу» стал широко предоставлять страницы журнала начинающим авторам из сельской местности. В результате литературный уровень журнала заметно упал. Как признавал и сам Исаковский, «журнал получался слабым, неинтересным. Своих читателей он как бы ориентировал лишь на слабые произведения… Конечно, когда я редактировал „Колхозник“, я не думал обо всём этом».
На втором номере за 1932 год журнал был закрыт.
С 1934 года в том же издательстве начала выходить одноимённый журнал, организационно не имеющий с предыдущим ничего общего.